# NGC 5633
NGC 5633 ist eine 12,2 mag helle Spiralgalaxie mit ausgeprägten Emissionslinien vom Hubble-Typ Sb im Sternbild Bärenhüter und etwa 109 Millionen Lichtjahre von der Milchstraße entfernt.
Sie wurde am 11. Mai 1787 von Wilhelm Herschel mit einem 18,7-Zoll-Spiegelteleskop entdeckt, der sie dabei mit „c or pB, S, R, psmbM“ beschrieb.